# 艾倫赫斯特 (新澤西州)
艾倫赫斯特（英語：Allenhurst）是位於美國新澤西州蒙茅斯縣的自治市鎮。

## 人口
根據2020年美國人口普查的數據，艾倫赫斯特的面積為0.73平方千米，當中陸地面積為0.65平方千米，而水域面積為0.08平方千米。當地共有人口472人，而人口密度為每平方千米647人。